# Товариство військових друзів
Товариство військових друзів — таємне товариство, яке діяло в 1825 році в  Литовському окремому корпусі царської армії, який дислокувався в  Гродненській губернії і  Білостоцький області. 

## Історія
Організовано за ініціативою колишнього члена  товариства філоматів шляхтича  Михайла Рукевича. За його дорученням поручник  Гофман склав Товариство військових друзів з офіцерів, заснував Комітет, начальником якого він став. Членами товариства стали офіцери Ігельстром Костянтин Густавович, Вегелін Олександр Іванович, Завадський, Петровський Едуард Адамович, розжалуваний у рядові А. Требінський та інші, до них незабаром приєдналися представники прогресивної частини місцевої інтелігенції та  шляхти. Товариство, що  налічувало сорок п'ять членів, вело антиурядову  пропаганду у військах, вважаючи своєю метою боротьбу за «свободу і загальний добробут» народу. Товариство військових друзів мало на меті просвітництво і взаємну допомогу.
За своїми політичними ідеалами воно стояло досить близько до  Північного товариства декабристів. З ним, як і з  Південною організацією декабристів, а також з польським  Патріотичним товариством «Військові друзі» мали контакти. Капітан Костянтин Ігельстром підтримував зв'язок з російським декабристом  Вільгельмом Кюхельбекером. Вплив Товариства поширився на інші об'єднання, що існували того часу, зокрема, на товариство Зорян, створене в  Білостоцький  гімназії. 24 грудня 1825 року члени Товариства військових друзів зробили невдалу спробу зірвати прийняття присяги  Миколі I в  Литовському піонерному батальйоні (інженерний батальйон) та в деяких інших частинах Литовського корпусу, розквартированих в районі Білостока. Організаторами виступу були  Ігельстром та  Вегелін.  У цій  справі давав висновок головнокомандувач цесаревич  Костянтин, який порівняв злочин капітана Ігельстрома і поручика Вегеліна в рівній мірі з тими, які допустили державні злочинці  Муравйов-Апостол і  Бестужев-Рюмін, тому й заслуговують рівного з ними покарання, але просив не позбавляти їх життя, а заслати на каторжні роботи на двадцять років. За вироком про обурення в Литовському піонерному батальйоні 13 осіб були визнані винними і 25 чоловік причетними до подій.
Ігельстром, Вегелін, Гофман та Рукевіч були засуджені військовим судом до смертної кари, яку після царської конфірмації було замінено каторжними роботами терміном на 10 років в Нерчинских рудниках. Брати Ординський Карл Вікентійович і Ординський Фелікс Вікентійович, Вронський Людвіг Йосипович, Гриневицький Олександр Матвійович і Висоцький Іван Станіславович  отримали по п'ять років каторги. Багато членів товариства були відправлені в арештантські роти Бобруйської фортеці.

## Лідери Товариства

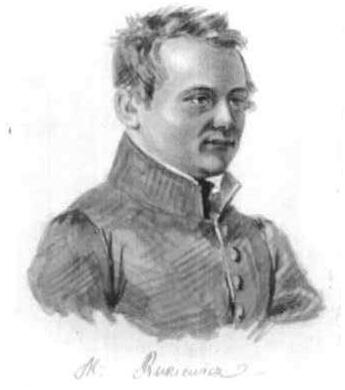
Рукевич Михайло Іванович
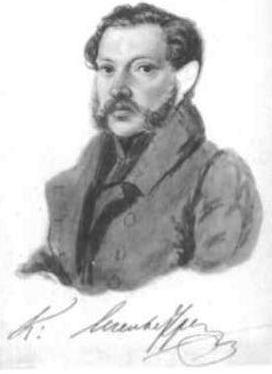
Ігельстром Костянтин Густавович
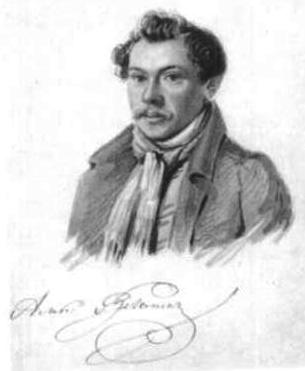
Вегелін Олександр Іванович